# Ceraunius Tholus
Der Ceraunius Tholus ist ein Vulkan auf dem Mars in der Tharsis-Region. Er ist ungefähr 5,5 km hoch und hat einen Durchmesser von etwa 129 km. Der Gipfelkrater hat einen Durchmesser von etwa 25 km. Circa 60 km nördlich von Ceraunius Tholus steht der Uranius Tholus.